# 悟達國師

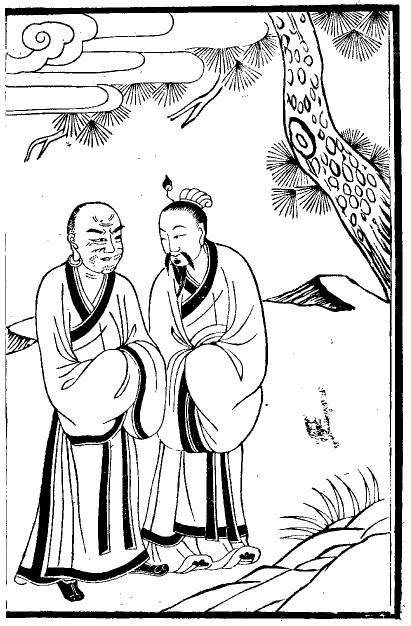
悟達國師

悟達國師（811年—883年），出生於唐朝憲宗元和六年；唐僖宗中和三年示寂，世壽七十三歲(歷經八代)，僧臘五十四 ；四川湄洲人，俗姓陳，法名知玄。先後受唐文宗召入宮說法，諫武宗勿登蓬萊山羽化台。宣宗賜紫衣袈裟，封號三教首座，並把舊居改為法乾寺，請知玄住在寺中玉虛庭。唐懿宗賜沉香寶座(十二年)，並封國師。晚年辭唐僖宗賜名悟達，奉為國師之事，歸隱西蜀九隴。悟達國師後被尊為唐朝寶光寺的開山祖師。因擅講《涅槃經》而有陳菩薩的尊稱，為唐代高僧。

## 生平
悟達國師五歲就會做詩來表達無常的理諦；七歲於寧夷寺聽法師講授《涅槃經》，當天晚上夢到寧夷寺的佛用手摸他的頭；十一歲跟法泰法師出家；在資聖寺出家，唐朝宣宗曾賜紫袈裟且賜封三教首座；還幫助宣宗振興佛教；十三歲悟達國師即可以為四眾、出家人講經，天天都有很多信眾前來聽經，信眾們都很讚賞他的智慧。

## 人面瘡公案
悟達國師年輕時，曾到各地叢林參訪，於長安一寺廟掛單，認識一位名為迦諾迦的印度僧人，這位僧人得了整身會發出臭氣的病，國師不嫌棄的照顧他，不久僧人病痊癒，僧人很感謝就對國師說：「今後你有困難時，可以到四川的九隴山找我，上山有二棵大松樹，看到松樹就可以看到我。」。
唐朝僖宗時曾賜稀有的沉香座給予悟達國師，國師心中不自覺升起了驕慢心，因為這一念驕慢心，使國師的左腿膝蓋長出了一個人面瘡，這瘡痛讓他苦痛不堪，僅管尋遍了許多的醫生都沒有辦法治癒。就在一籌莫展時，悟達國師突然想起當年長安的迦諾迦曾對他說過的話。於是他忍著身體的不適前往九隴山，在山上看到二棵松樹，尋著松樹方向在一座寺前，終於見到了多年不見的印僧迦諾迦。
悟達國師將自己的狀況告訴了迦諾迦，印僧迦諾迦安慰他說：「不用擔心，我這兒山岩下有口清泉，明天用這清泉洗濯一下，就可以去除你的病苦。」次日印僧便派童子帶領悟達國師到一口泉水所在之處洗濯，正當他掬起水正要洗滌瘡口時，人面瘡突然開口說話：「西漢史書上記載袁盎殺晁錯於東市的事？你就是袁盎來轉世，而我就是當年被你屈斬的晁錯。幾世以來都在尋找機會報仇，而你十世都是高僧，所以我無法報復，因為你貪著於皇帝的賞賜，生起名利心，有失戒德，我才有機會化為人面瘡，討債於你。今蒙迦諾迦尊者賜予三昧法水，洗我累世罪業，為我超度，我願意洗去你我的多生宿怨。」。
國師聽了人面瘡的說詞，驚恐不已，連忙掬水洗瘡，洗瘡之痛痛入骨髓，使國師頓時暈絕在地不省人事。當悟達國師甦醒後，人面瘡已經不知去向。當國師趕回寺裡想禮謝迦諾迦時，才發現迦諾迦尊者與他常住的寺廟，早已杳無蹤影。
悟達國師在受到迦諾迦尊者的三昧法水加持洗去人面瘡後，為報此恩，便依《圓覺經》造了一部著名的懺罪儀軌，名為《慈悲三昧水懺》。

## 著作
- 《慈悲三昧水懺》。
- 金剛經疏等二十餘卷。
- 勝鬘經疏四卷等著作[5]。

## 外部連結
- 慈悲水懺法卷上 （页面存档备份，存于）